# Carl Hunstein
Carl Hunstein (* 1843 in Homberg; † 13. März 1888 auf Neupommern) war ein deutscher Kolonialbeamter, Ornithologe und Pflanzensammler.
Carl Hunstein emigrierte nach Amerika und reiste über San Francisco nach Neuseeland. Von 1885 bis zu seinem Tod arbeitete er für die Neuguinea-Kompagnie. Hunstein entdeckte mehrere Paradiesvogelarten, darunter den nach dem deutschen Naturwissenschaftler Adolf Bernhard Meyer benannten Schmalschwanz-Sichelhopf (Epimachus meyeri), die Stephanie-Paradieselster (Astrapia stephaniae), den Blauparadiesvogel (Paradisaea rudolphi) und den Kaiser-Paradiesvogel (Paradisaea guilielmi).
Am 5. und 6. April 1886 war Hunstein Mitglied einer von Eduard Dallmann geführten Expedition zur Erforschung des Sepik. Auf einer Fahrt mit einer Barkasse etwa 76 km flussaufwärts erkundeten die Teilnehmer der Expedition die Möglichkeit, den Fluss mit Dampfschiffen zu befahren. Vom 29. Juli bis zum 10. August 1886 nahm Carl Hunstein an einer wirtschaftsgeografischen und botanischen Forschungsreise auf dem Sepik mit dem Dampfschiff Ottilie teil, die der Landeshauptmann der Neuguinea-Kompanie, Georg von Schleinitz, leitete. Die Fahrt, an der auch der Botaniker Max Hollrung und der Astronom Carl Schrader beteiligt waren, führte 650 km flussaufwärts fast bis zum Hunstein-Gebirge. Hunstein, Hollrung und der Geologe Carl Schneider wiederholten die Fahrt unter der Leitung von Carl Schrader von Juli bis November 1887 mit dem Dampfer Samoa und konnten auf dieser Reise den Fluss etwa 800 km weit aufwärtsfahren. Carl Hunstein wurde 1888 mit Paul von Below, einem früheren Kaffeepflanzer aus Celebes, durch eine beim Ausbruch des Vulkans auf der Ritter-Insel entstandene Flutwelle an der Südspitze Neupommerns getötet.
Ihm zu Ehren wurden das Hunstein-Gebirge und der Mount Hunstein (Hunsteinspitze) in Papua-Neuguinea sowie eine Reihe dort heimischer Pflanzen und Tiere einschließlich der zur Familie der Prachtfinken gehörenden Hunsteinnonne  (Lonchura hunsteini) und dem Baumfarn  Cyathea hunsteiniana benannt.